# Система інтенсивного рисівництва
Система інтенсивного рисівництва (оригінальна назва: фр. le Systéme de Riziculture Intensive або SRI) — метод рисівництва, розроблений для збільшення урожайності рису та зменшення витрат на його вирощування. Система була розроблена в 1983 році французьким єзуїтом Анрі де Лолані (Henri de Laulanie) на Мадагаскарі. Перші експерименти показали значне збільшення урожайності, більш ніж вдвічі. Ці результати привели до росту популярності метода і його поширення і на території інших країн. Детальні дослідження урожайності не проводилися до останнього часу, а зараз більшість досліджень показують незначну зміну урожайності, можливо навіть невелике зменшення в середньому. Проте, дебати щодо ефективності методу все ще продовжуються. Крім того, метод може бути корисним, особливо для дрібних фермерських господарств, через зменшення витрат насіння і води для іригації.